# Chrysobothris empyrea
Chrysobothris empyrea es una especie de escarabajo del género Chrysobothris, familia Buprestidae. Fue descrita científicamente por Gerstäcker en 1871.